# 26 (số)
26 (hai mươi sáu) là một số tự nhiên ngay sau 25 và ngay trước 27.